# 3. vlada Republike Slovenije
3. vlada Republike Slovenije je bila vlada v obdobju od 25. januarja 1993 do 27. februarja 1997.

## Koalicija
- LDS
- SKD
- ZLSD (do 31. januarja 1996)
- SDS (do 29. marca 1994)

## Položaji

### Vodstvo
predsednik Vlade Republike Slovenije - dr. Janez Drnovšek

### Ministri
- Jožica Puhar, ministrica za delo, družino in socialne zadeve - imen. 25/1-1993, razr. 21/6-1994
- Rina Klinar, ministrica za delo, družino in socialne zadeve - imen. 21/6-1994, razr. 31/1-1996
- mag. Anton Rop, minister za delo, družino in socialne zadeve - imen. 7/2-1996
- dr. Davorin Kračun, minister za ekonomske odnose in razvoj - imen. 25/1-1993, razr. 26/1-1995
- Janko Deželak, minister za ekonomske odnose in razvoj - imen. 26/1-1995
- Mitja Gaspari, minister za finance - imen. 25/1-1993
- dr. Maks Tajnikar, minister za gospodarske dejavnosti - imen. 25/1-1993, razr. 30/1-1996
- Metod Dragonja, minister za gospodarske dejavnosti - imen. 31/1-1996
- dr. Jožef Jakob Osterc, minister za kmetijstvo in gozdarstvo - imen. 25/1-1993
- Sergij Pelhan, minister za kulturo - imen. 25/1-1993, razr. 31/1-1996
- dr. Janez Dular, minister za kulturo - imen. 7/2-1996
- Ivan Bizjak, minister za notranje zadeve - imen. 25/1-1993, razr. 8/6-1994
- Andrej Šter, minister za notranje zadeve - imen. 8/6-1994
- Janez Janša, minister za obrambo - imen. 25/1-1993, razr. 29/3-1994
- Jelko Kacin, minister za obrambo - imen. 29/3-1994
- Miha Jazbinšek, minister za okolje in prostor - imen. 25/1-1993, razr. 1/2-1994 (odstopil)
- dr. Pavel Gantar, minister za okolje in prostor - imen. 28/2-1994
- Miha Kozinc, minister za pravosodje - imen. 25/1-1993, razr. 19/7-1994
- Metka Zupančič, ministrica za pravosodje - imen. 19/7-1994
- Igor Umek, minister za promet in zveze - imen. 25/1-1993
- dr. Slavko Gaber, minister za šolstvo in šport - imen. 25/1-1993
- dr. Božidar Voljč, minister za zdravstvo - imen. 25/1-1993
- dr. Rado Bohinc, minister za znanost in tehnologijo - imen. 25/1-1993, razr. 31/1-1996
- dr. Andrej Umek, minister za znanost in tehnologijo - imen. 7/2-1996
- Alojz Peterle, minister za zunanje zadeve - imen. 25/1-1993, razr. 31/10-1994
- Zoran Thaler, minister za zunanje zadeve - imen. 26/1-1995, razr. 16/5-1996
- dr. Davorin Kračun, minister za zunanje zadeve - imen. 19/7-1996
- mag. Boštjan Kovačič, minister brez resorja - imen. 16/9-1994
- Alojz Janko, minister brez resorja - imen. 23/3-1993